# Lonie Paxton
Lonie Paxton é um jogador profissional de futebol americano estadunidense que foi campeão da temporada de 2001 da National Football League, jogando pelo New England Patriots.